# Charbonnières (Saône-et-Loire)
Charbonnières ist eine französische Gemeinde mit 335 Einwohnern (Stand: 1. Januar 2022) im Département Saône-et-Loire in der Region Bourgogne-Franche-Comté. Sie gehört zum Arrondissement Mâcon und zum Kanton Hurigny (bis 2015: Kanton Mâcon-Nord). Die Einwohner werden Leunais genannt.

## Geographie
Charbonnières liegt etwa neun Kilometer nördlich von Mâcon in der Mâconnais und im Weinbaugebiet Bourgogne. Das Gemeindegebiet wird vom Fluss Mouge durchquert. Umgeben wird Charbonnières von den Nachbargemeinden Clessé im Norden und Nordwesten, La Salle im Norden und Nordosten, Senozan im Nordosten, Saint-Martin-Belle-Roche im Osten und Südosten, Mâcon im Süden sowie Laizé im Westen.

## Bevölkerungsentwicklung
| Jahr                      | 1962 | 1968 | 1975 | 1982 | 1990 | 1999 | 2006 | 2013 |
| Einwohner                 | 162  | 178  | 168  | 262  | 280  | 322  | 324  | 358  |
| Quelle: Cassini und INSEE |      |      |      |      |      |      |      |      |

## Sehenswürdigkeiten

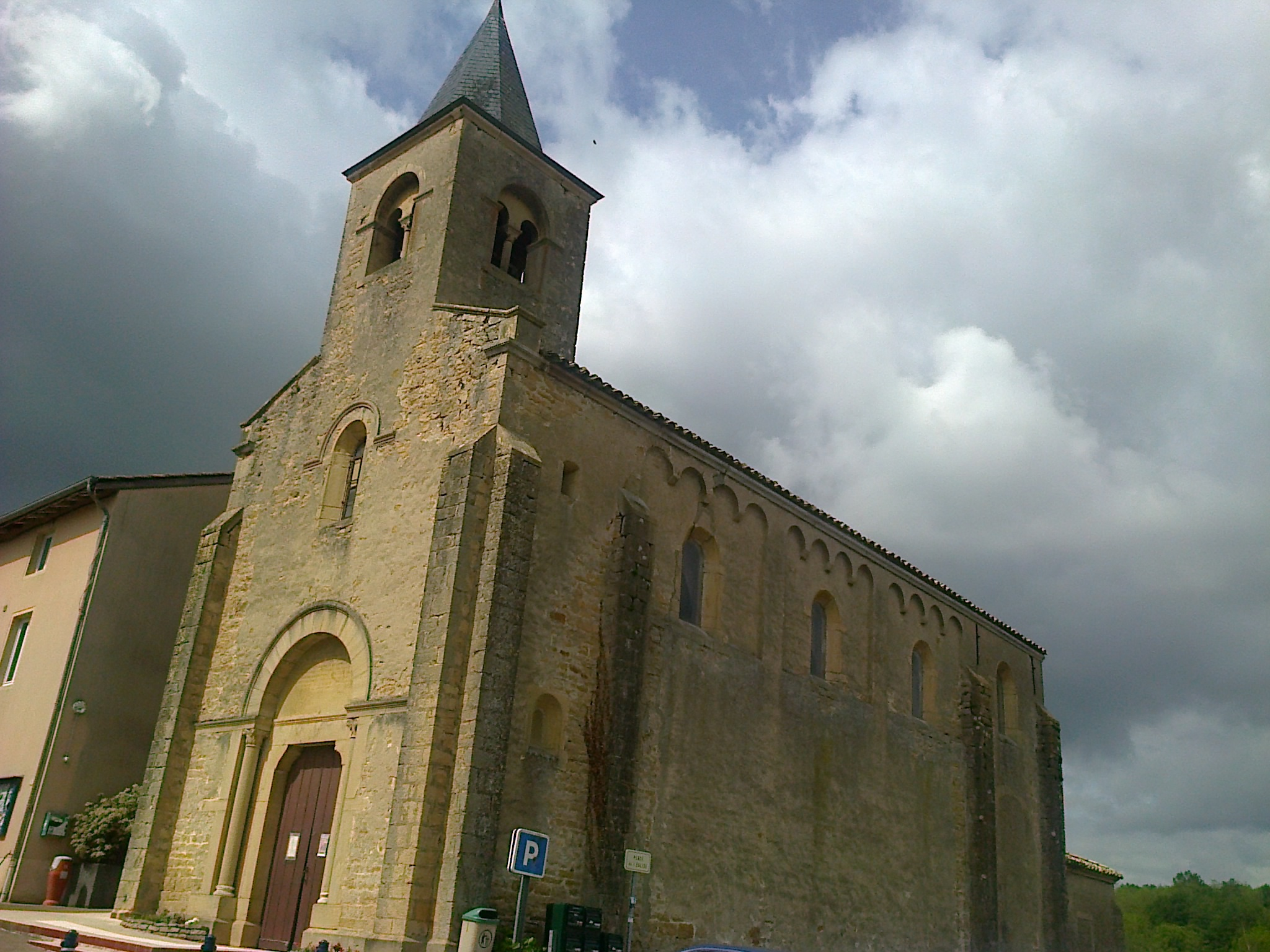
Kirche Saint-Bonnet

- Kirche Saint-Bonnet